# Germania Königshütte
F.V. Germania Königshütte, einer der ältesten Klubs (Ober-)Schlesiens wurde als Verein für Rasenspiele Königshütte am 22. August 1910 in Königshütte (Oberschlesien) gegründet.

## Geschichte

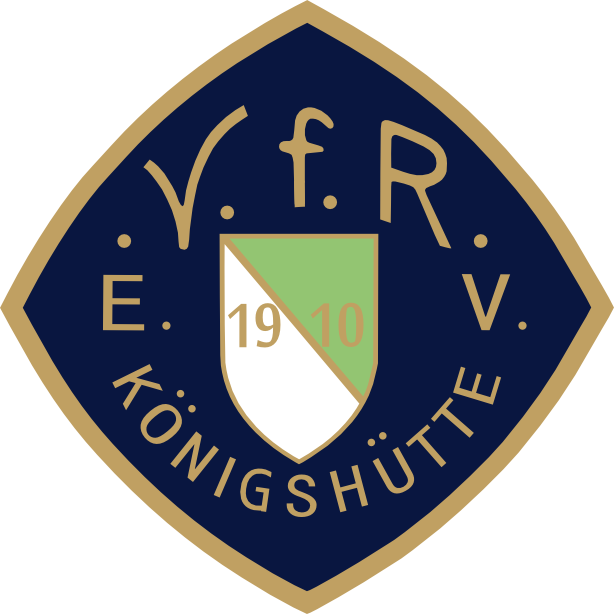
Logo des VfR Königshütte

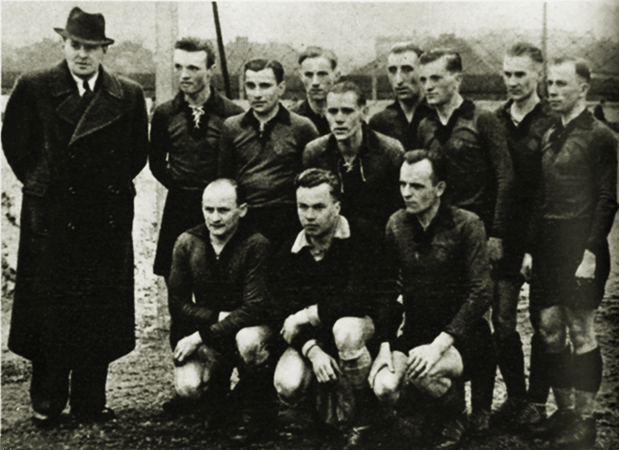
Die Meistermannschaft der Saison 1941/42.

Am 22. August 1910 wurde in Königshütte der erste Fußballverein gegründet. Es war der Verein für Rasenspiele (VfR). Leiter des Vereins war Kurt Pallavicini. Nach etwa neun Monaten gelang es ihm, einen Sportplatz zu finden und zu pachten. Er lag inmitten der Schrebergärten im nördlichen Stadtteil zwischen der Hummereistraße und der Annenstraße. Die ersten Spiele mussten auf dem freien Platz an der Josefskirche ausgetragen werden. Bald war der Platz eingezäunt und wurde bis 1921, d. i. bis zum Ablauf des Pachtvertrags, für Fußballwettspiele benutzt. Vereinslokal und Umziehraum waren im »Krügel« bei Scharlla, Ecke Peterstraße/Gartenstraße. Unmittelbar nach seiner Gründung, in der Saison 1911/12 nahm der VfR in der 1. Klasse des Gaus Kattowitz im Bezirk III (Oberschlesien) an der deutschen Fußballmeisterschaft teil und sowohl in der Saison 1919/20 als auch 1921/22 wurde er Erster in der A-Klasse des Gaus Beuthen im Bezirk Oberschlesien.
Obwohl nach dem Ersten Weltkrieg, der Volksabstimmung und Teilung in Oberschlesien die Stadt Königshütte dem neu gegründeten polnischen Staat einverleibt wurde, blieb der VfR Mitglied des Südostdeutschen Fußball-Verbandes (SOFV) und nahm im Jahr 1922 an der deutschen Meisterschaft teil.
Am 13. Juli 1922 wurde der VfR als einer von 43 deutschen Vereinen im polnischen Ostoberschlesien Mitglied des an diesem Tag in Ostoberschlesien neugegründeten deutschen Wojewodschaft Fußballverbandes. Aufgrund einer Vereinbarung zwischen diesem Wojewodschaft Fußballverband, dem polnischen ostoberschlesischem Bezirks- und dem polnischen Fußballverband wurde der VfR im September 1923 in Amatorski Klub Sportowy (AKS) Krolewska Huta (Königshütte) umbenannt, und nahm bis zum Jahr 1939 an der polnischen Meisterschaft teil.
In der Saison 1937 wurde Germania Königshütte unter dem neuen Namen (AKS Chorzów) als Aufsteiger in die 1. Liga bereits zweiter der polnischen Fußballmeisterschaft.

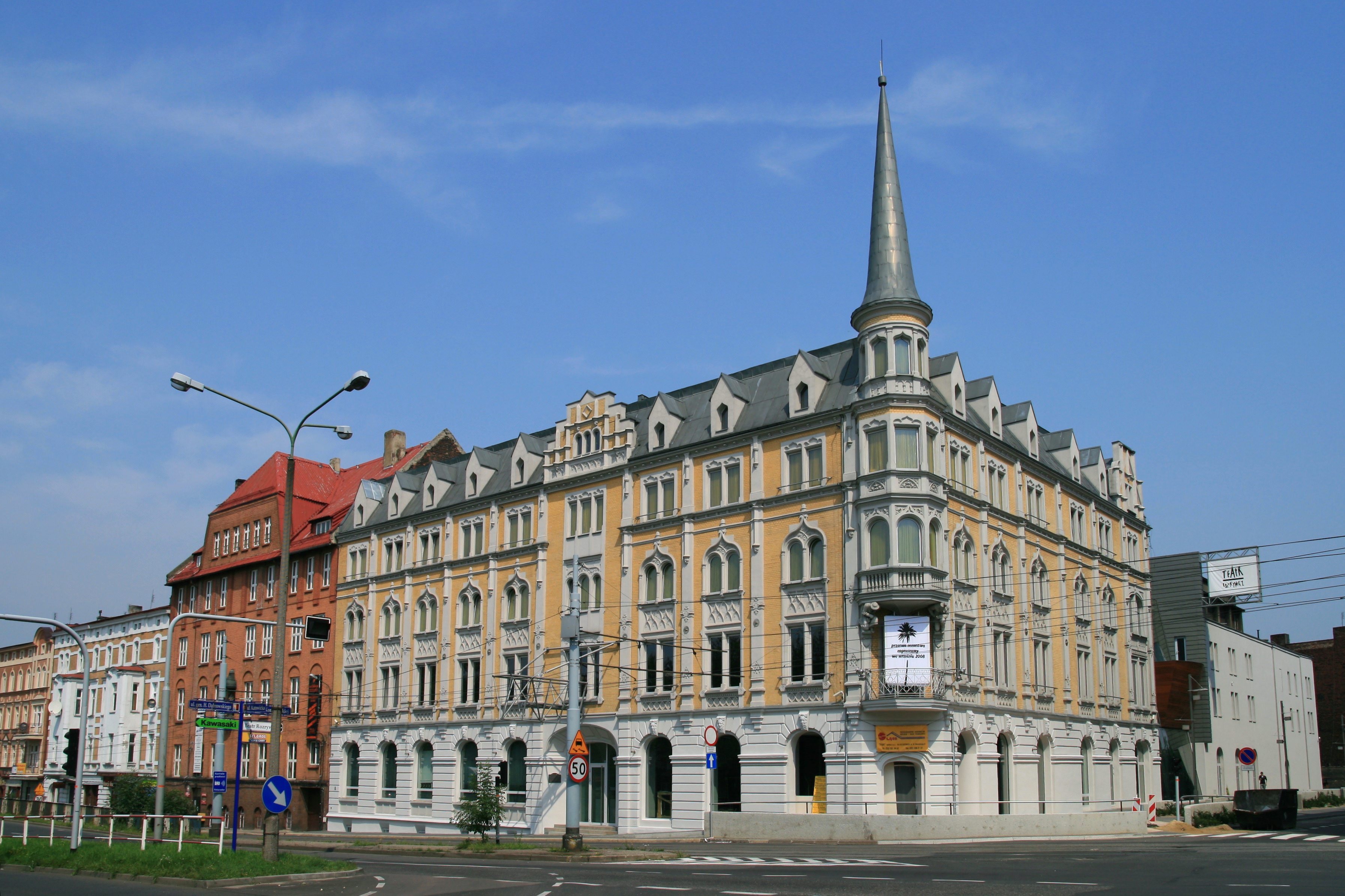
Gebäude des ehemaligen Hotels „Graf Reden“
(Historischer Gründungsort des FV Germania Königshütte)

Am 13. November 1939 fand im Weißen Saal des Hotels „Graf Reden“ eine Versammlung von Fußballfreunden statt, die überraschenderweise einen unerwartet großen Besuch aufwies. Der Saal war geradezu überfüllt von fast allen früheren Mitgliedern des gewesenen VfR und AKS. Der Verein wurde unter dem Namen „Fußball-Verein Germania Königshütte“ ins Leben gerufen. Als Vereinsführer wurde Schulleiter Pruschidlo, dem der Dank für die großen Bemühungen um die Gründung des Vereins gebührt, einstimmig gewählt.
Von 1939 bis 1945 war Germania Königshütte O.S. Meister der Gauliga Schlesien (1941) und dreifacher Meister der Gauliga Oberschlesien (1942–1944), dadurch Teilnehmer sowohl an der deutschen Fußballmeisterschaft als auch am Tschammerpokal. In der Saison 1941/42 schied die Mannschaft erst im Achtelfinale der deutschen Meisterschaft gegen den späteren Finalisten First Vienna FC 1894 nach einer knappen Niederlage in Wien 0:1 aus.

## Nach dem Zweiten Weltkrieg
Nach dem Zweiten Weltkrieg wurde Oberschlesien unter polnische Verwaltung gestellt und der Klub ab dem Jahr 1946 wieder als AKS Chorzów Teilnehmer an der polnischen Fußballmeisterschaft, zweimal drittplatziert (1946 und 1947) und in den Jahren 1948–1954 als Budowlani Chorzów in der 1. polnischen Fußballliga vertreten (3. Platz im Jahr 1951).
Nach dem Zweiten Weltkrieg diskriminierten die polnischen Behörden in der Volksrepublik Polen den Verein systematisch für seinen deutschen Ursprung und seine Teilnahmen an den deutschen Meisterschaften, leugneten gar sein Gründungsdatum, wodurch ihm Sponsorenzuwendungen entzogen wurden und er allmählich an Bedeutung verlor und im Laufe der Jahre in die jeweils niedrigere Spielklasse abstieg.
Gegenwärtig spielt er nach mehrfacher Fusion als AKS Wyzwolenie Chorzów (Königshütte) in der 1. schlesischen Gruppe der 4. Liga.

## Erfolge
- 3 × Teilnahme an der Endrunde um die deutsche Meisterschaft: 1942, 1943, 1944
- 3 × Meister Gau Oberschlesien: 1942, 1943, 1944
- 1 × Vizemeister Gau Schlesien: 1941
- Bestes Abschneiden im Tschammerpokal: 1941: 1. Hauptrunde, 1942: 1. Hauptrunde

## Polnische Nationalspieler
- Maksymilian Barański
- Gerhard „Henryk“ Gajdzik
- Oskar Grzywocz
- Henryk Janduda
- Werner Janik
- Edmund Majowski (geb. Niechcioł)
- Erwin Michalski
- Roman Herbert Mrugała
- Wilhelm Piec
- Leonard Piontek, WM-Teilnehmer (1938)
- Alfred Pochopień
- Franciszek Pytel
- Henryk Spodzieja
- Teodor Wieczorek
- Jerzy Wostal